# Izdanje
Izdanje je veći broj kopija nekog djela tiskanog, i objavljenog u isto vrijeme; nakon što je prvo izdanje rasprodano.  Tu se radi o povećanom interesu za neko djelo, stoga se novo izdanje radi nakon što je prvo rasprodano. Druga definicija jest ta da je izdanje otiskivanje pomoću predloška - danas obično složen proces koji obuhvaća niz umjetničkih, obrtničkih i industrijskih djelatnosti. Tu već govorimo o tiskarstvu, načinu nastanka kopija za neko izdanje.
Za početak, reći ćemo nešto o izdanju s definicijom da je to veći broj kopija tiskan istovremeno, a potom ćemo spmenuti i nešto o samom tiskarstvu, tj. metodama i usavršavanju.
Izdanje može biti ograničeno/limitirano, te otvoreno. Ograničeno izdanje je ono s fiksnim brojem kopija uz pretpostavku da nema potrebe naknadnog tiskanja, a otvoreno je ograničeno samo brojem koji može biti proizveden ili prodan dok se šablone za ispis ne istroše. Većina izdanja danas su limitirana, tj. ograničena, potpisana olovkom samog autora i numerirana tako da pokažu jedinstveni broj i konačni broj kopija (np. 33/100). Što se tiče opsega kojim je obuhvaćeno izdanje, možemo primijetiti da se ono, u užem smislu odnosi na knjige, časopise, novine, pamflete, brošure, plakate, tiskanice, zemljopisne karte, a potom ako govorimo o širem smislu tu ubrajamo i CD-e, kasete, slike...

## Original ili kopija?
Vrlo važna i često zbunjujuća razlika je između izdanja originalnog djela/grafike (rađenog istim sredstvom/postupkom kojim je radio autor, tipa bakrorez ili litografija) i umnažanja, reprodukcije, tj. izdanja kopiranog djela koje je samo fotografska kopija originalnog rada (u biti u istoj kategoriji kao slika u knjizi ili časopisu, samo isprintana bolje i na kvalitetnijem papiru). Takva izdanja već kopiranih printova mogu biti označena kao ograničena izdanja s investicijskim potencijalom (koji je rijetko realiziran), potpisana i numerirana od strane samog autora. Da bi se znala razlika između takve dvije vrste izdanja potrebno je nešto znanja jer označavanje na samom djelu (knjizi, slici.) može biti varljivo.

## Povijest i razvoj
Jedan od glavnih razloga za razvoj tiskanja i izdavanja pronalazimo u želji autora da zaradi više novca prodajom brojnih kopija svojih djela. Izdavanje takvog velikog broja kopija također teži ka smanjenju produkcijskih troškova te cijena na tržištu kada je uspoređujemo s jednim ili unikatnim primjerkom.
Tržište je uvijek težilo razlikovanju između kopija nastalih za vrijeme autorova života i postumnih, tj. onih koje su bile tiskane nakon autorove smrti. To se moglo razlikovati prema vodenom žigu, količini utrošenog papira i stanju samog pribora koji je preostao nakon izrade kopija za novo izdanje.
Prve važne kopije u ograničenom izdanju koje nisu bile potpisane niti numerirane, bile su rađene tehnikom vodene tinte (Goya) koja je brzo trošila šablonu po kojoj se radilo. Takav postupak koristio se i nakon Goyine smrti, no pokazujući drastičan nazadak u kvaliteti kopije, unatoč preinakama na samoj šabloni. Zbog ovog i drugih slučajeva, postumna izdanja koja očito nisu bila originalno potpisana, kasnije su bila obično puno manje tražena. Iz tog razloga, takav način izdanja je prekinut, što je danas bitno za kolekcionare koji žele da izdanja koja kupe zadrže svoju vrijednost.

## Moderna praksa
Danas izdanja mogu potencionalno vratiti svoju financijsku vrijednost kao umijeće/zanat/vještina koja se rade ručno, a ne striktno mehaničkim putem, jer tako mogu postati rijetki zbog ograničenosti broja kopija.
U Rembrandtovo doba, limit na broj izdanja bio je praktičan - ploha koja se trošila uvjetovala je broj kopija za neko izdanje. Inače, ploče mogu biti preoblikovane i zamijenjene do neke mjere, ali općenito nije moguće izraditi više od tisuću kopija putem bilo kojeg procesa osim postupkom litografije ili bakroreza. Primjeren broj kopija za pojedino izdanje je nekoliko stotina, iako već i takav broj ima značajne varijacije u samoj kvaliteti. U takozvanom suhom tisku, mogući maksimalni broj kopija vrhunske kvalitete je od 10 do 20.
Danas tiskari obično printaju izdanja mnogo manja nego što je to norma; iz marketinških razloga i kako bi zadržali izdanje u istom stanju, ali bez da brzo istroše samu ploču (matricu, kalup). Također, provode se i brojni koraci kako bi se učvrstila sama šablona, kao npr. električne intaglio šablone koje koriste električni proces gdje se stavlja vrlo tanak sloj nekog čvrščeg metala na kalup/ploču slabijeg metala.

## Numeriranje i označavanje
Zbog varijacije u kvaliteti, izdanja koja su imala manje brojeva ponekad su bila važnija i bolja, posebice ona gdje je uzorak bio rađen dok se ploha nije istrošila. Međutim, numeriranje kopija ne mora biti jednako redoslijedu nastanka i često je u suprotnosti. Ponekad broj glavnih, javnih izdanja može biti varljiv - predstavljajući samo 50% ili manje od totalnog broja dobrih dobivenih kopija.
Kasnije, tiskari su prepoznali vrijednost ograničavanja broja izdanja te numeriranje samih kopija. Norma je postalo tiskanje izdanja s ograničenim ili što manjim brojem varijacija. U monotipu (tehnici tiskanja pomoću iscrtavanja na glatku, ne upijajuću podlogu) gdje istovremeno mogu nastati samo dvije kopije, one su označene najčešće s 1/1 ili kao  "jedinstvene".
Konvencije za numeriranje kopiranih izdanja dobro su uspostavljene, no postoje i drugi znakovi koji upućuju na to da postoji kopija izvan nekog izdanja.
"Artist's proofs" ili "umjetnički dokazi" su primjerak izdanja uzet za vrijeme tiskanja kako bi se provjerilo stanje šablone (što opet treba razlikovati od originalnih izdanja proizvedenih uz prisutstvo i vodstvo samog umjetnika). Oni su označeni s "A.P." ili "P/A". Monoprinti i jedinstvene, ručno rađene kopije su označene s "unique", dok su kopije izdanja namijenjene nekome za poklon ili su pak neprikladne/neprimjerene za prodaju, označene s "H.C." ili "H/C", u značenju "hors de commerce" ili "nije za prodaju". Tiskaru je također dopušteno da uzme neke od kopija izdanja za sebe, što je označeno s "PP". Naposljetku,  glavno/izvorno djelo namijenjeno za ponovno izdanje može biti printano da bi se usporedila kvaliteta s ostalim kopijama; takve su kopije obično označene s "bon à tirer"  ili  "BAT".

## Rukopis, tiskarstvo i tiskarski strojevi
Nešto o samom tiskarstvu i njegovom usavršavanju. Kao što smo već spomenuli, tiskarstvo je otiskivanje pomoću predloška.
Do 15. stoljeća različite se rukopise prepisivalo rukom. Samo tiskarstvo nastalo je u Kini oko 7., 8. stoljeća i u početku su se koristile drvene ploče za otisak slova. U Europi, tiskanju pomoću metalnog predloška prethodili su ksilografija ili drvorez. Prvo tiskarsko usavršavanje bilo je kada je J. Gutenberg složio slogove od pojedinačnih ljevenih slova, otiskujući ih drvenom prešom. Primitivnu tehniku uz pomoć ručne šablone kasnije su zamijenili strojevi, a današnji sistem postavio je početkom 18.st. Francuz Furnier kojeg je 1785. usavršio Didot.
U početku su se koristile dvije horizontalne drvene ploče. Na donju, stabilnu ploču, polagala se forma sa slogom, pa nakon što je premazana bojom i na nju položen papir, tlačenjem gornje, pomične ploče vršio se otisak. Sav se posao obavljao ručno stoga je broj primjeraka za pojedino izdanje bio relativno malen. Na taj način, tiskalo se sve do pronalaska cilindričnog tiskarskog stroja (Konig 1812.). Jedna od najstarijih rotacijskih tiskarskih preša počela je s radom 1848. U The Timesu zbog koje je proizvodnja odmah bila utrostručena. Danas graf. strojevi imaju veliku prednost - ubrzano i precizno štampanje što kod nekih strojeva rezultira i brojem od oko 5000 odštampanih primjeraka na sat.

## Zaključak
Izdanje je u današnjem svijetu veoma bitan pojam. Koristi se u svrhu prodaje što većeg broja predmeta (knjiga, slika, CD-a.) za koje je pokazan široki interes. Radi se dakako o, ne jednom, već brojnim izdanjima koja se danas često prodaju u milijunima primjeraka. Dakako, sve to ne bi bilo moguće bez tiskarstva koje je osim toga, omogućilo i razvoj pismenosti i pohranjivanje velike količine podataka. Stvorilo je ponajprije knjige, časopise, pamflete, a danas se primjenjuje u trgovini, religiji, politici, književnosti, umjetnosti.

## Vanjske poveznice
- Edition - pojam u rječniku